# Ogólnopolski Konkurs Win, Miodów Pitnych i Napojów Winiarskich
Ogólnopolski Konkurs Win, Miodów Pitnych i Napojów Winiarskich jest organizowany od 1991 r. przez Krajową Radę Winiarstwa i Miodosytnictwa. Adresowany jest do wszystkich producentów win, miodów pitnych, wyrobów winiarskich, a także importerów wspomnianych trunków. Ocenie podlegają rozmaite kategorie wyrobów winiarskich, takie jak np.: wina gronowe, wina gronowe musujące, wina owocowe, wina owocowe aromatyzowane, wina gronowe wyprodukowane w Polsce z upraw krajowych i miody pitne. 
Inicjatywa takiej formuły konkursowej ma wsparcie Ministra Rolnictwa i Rozwoju Wsi, który od kilku lat obejmuje honorowy patronat nad Konkursem. Wśród jurorów Konkursu zasiadają niezależni eksperci, sommelierzy, pracownicy naukowi oraz przedstawiciele mediów.